# Onder het oog van de maan
Onder het oog van de maan is het achtste deel van de samoerai-stripreeks Kogaratsu van de Belgische stripauteurs Bosse (Serge Bosmans) en Marc Michetz. Het stripalbum verscheen in 1999 met harde en zachte kaft in de collectie spotlight van uitgeverij Dupuis.

## Verhaal
Kogaratsu is getuige van een moordaanslag als hij een blinde luitspeler (de biwa-hoshi) volgt. De biwa-hoshi gaat een huis binnen en even later ziet hij twee schaduwen uit hetzelfde huis komen. Er zijn zojuist moorden gepleegd en de twee schaduwen zijn ongetwijfeld de moordenaars. Kogaratsu wordt in eerste instantie door de autoriteiten als dader gezien, maar de getuigenis van de blinde die de stem van de moordenaar herkent, pleit hem vrij. Wat volgt is een zoektocht naar de dader.